# برايان بيري (لاعب هوكي الجليد)
برايان بيري هو لاعب هوكي الجليد كندي، ولد في 6 أبريل 1944 في ألدرشوت في المملكة المتحدة.

## وصلات خارجية
- برايان بيري على موقع دوري الهوكي الوطني (الإنجليزية)
- برايان بيري على موقع قاعة مشاهير الهوكي (لاعب أن.إتش.أل) (الإنجليزية)
- برايان بيري على موقع EliteProspects.com (الإنجليزية)
- برايان بيري على موقع HockeyDB.com (الإنجليزية)
- برايان بيري على موقع Hockey-Reference.com (الإنجليزية)